# Cytilus
Cytilus is een geslacht van kevers uit de  familie van de pilkevers (Byrrhidae).

## Soorten
- Cytilus alternatus (Say, 1825)
- Cytilus auricomus (Duftschmid, 1825)
- Cytilus mimicus Casey, 1912
- Cytilus sericeus (Forster, 1771)